# La Chorrera (Amazonas)
La Chorrera es un área no municipalizada colombiana, ubicado en el departamento del Amazonas. Compuesto por los centros poblados: La Chorrera, Santa María y Vegsam Vega San Miguel. Ubicada sobre la cuenca del río Igara Paraná. Se encuentra a 184 m. s. n. m. En este territorio de 12 670 kilómetros cuadrados se encuentran asentados los pueblos indígenas uitoto, bora, ocaina y Muinane.

## En la filmografía

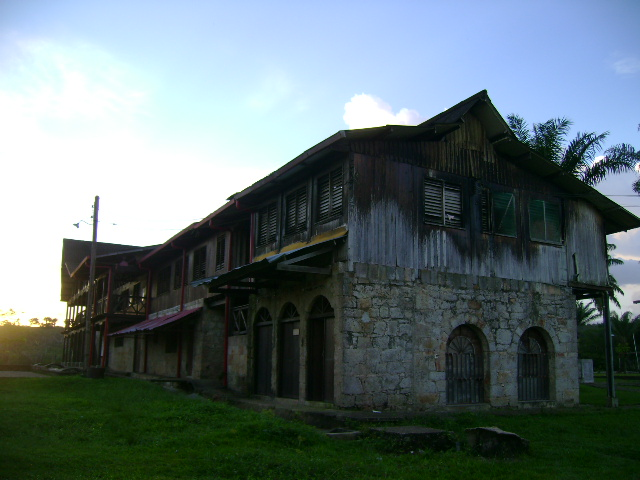
Casa Arana.

- El abrazo de la serpiente (2015) de Ciro Guerra.
- Muerte Lenta: El Pueblo Uitoto Acorralado por el Mercurio (2018) de Alejandro Ángel y José Guarnizo.
- El sendero de la anaconda (2019) de Alessandro Angulo.
- El canto de las mariposas (2020) de Nuria Frigola.

## Propuesta de municipalidad
Desde hace varios años se ha planteado una propuesta para la creación de un municipio del departamento del Amazonas con las áreas no municipalizadas de Puerto Alegría, El Encanto, Puerto Arica y La Chorrera.

## Historia
En esta localidad se encontraba uno de los dos campamentos principales de la casa Arana, la cual pertenecía a una compañía extractivista del Perú, cuyo interés era el caucho. Este recurso se extraía y se enviaba a la Manaos para ser exportado al Reino Unido. Conllevó a una gran masacre y avanzaron en algunos aportes para la tecnología automotriz en la fabricación de neumáticos y otros usos en el desarrollo industrial; aunque se estima que afectaron solo en Colombia 52 civilizaciones nativas.